# Heinrich-von-Stephan-Stiftung
Die Heinrich-von-Stephan-Stiftung wurde am 25. April 1947 aus Anlass der 50. Wiederkehr des Todestages des Generalpostmeisters Heinrich von Stephan († 8. April 1897) von der Deutschen Bundespost gestiftet. Sie wurde 1971 zusammen mit der Dr.-Karl-Sautter-Stiftung zur Studienstiftung der Deutschen Bundespost zusammengelegt.

## Zweck
Der Zweck der Stiftung war es den Kindern von Postangehörigen durch Beihilfen (Stipendien) ein Studium an einer Technischen Hochschule der Bundesrepublik einschließlich der TU Berlin in Berlin-Charlottenburg zu erleichtern. Dem Stiftungszweck diente der Ertrag des Stiftungsvermögens, dieses betrug:
- 1953: 100.000 DM[2] (würde heute 310.961 Euro entsprechen)
- 1956: 200.000 DM[3] (würde heute 594.254 Euro entsprechen).

Über die Gewährung von Studienbeihilfen entschied ein beim Bundespostministerium eingesetztes Kuratorium. 1953 wurden diese jährlich einmalig für das Wintersemester an „die würdigsten und bedürftigsten Söhne und Töchter von Beamten, Warte- und Ruhestandsbeamten, Angestellten und Arbeitern der Deutschen Bundespost und der Landespostdirektion Berlin verteilt“. 
- 1951 konnten 48 Studienbeihilfen im Gesamtbetrag von 7.750 DM gewährt werden,[5] durchschnittlich 161,45 DM pro Person, was heute 503,88 Euro entsprechen würde.
- 1955 konnten 54 Studienbeihilfen im Gesamtbetrag von 9.650 DM gewährt werden,[6] durchschnittlich 178,70 DM pro Person, was heute 557,71 Euro entsprechen würde.